# ستيف كيلر
ستيف كيلر (بالإنجليزية: Steve Keller)‏ (5 مايو 1972 نابرفيل الولايات المتحدة - ) هو لاعب كرة قدم أمريكي يلعب كلاعب وسط.